# 大满贯 (中国大陆体坛)
大满贯是中國大陆体坛對於运动员所取得的某项特殊成绩的稱呼。在中國体坛之內，大滿貫常指以下特殊成就：

## 囊括世界錦標賽、世界盃和奧運會冠軍
例如排球、乒乓球和羽毛球等都有三個最高榮譽的比賽（奧運會、世界錦標賽和世界盃），只要排球選手（團體）或乒羽選手（男女單打、雙打或混雙，須在同一單元內）曾奪過這三項冠軍，該選手都會被稱為大滿貫。其中，排球大滿貫的三項冠軍必須是在一個奧運週期內奪得，即四年內連續奪得三項冠軍，如中國國家女子排球隊接連在1981年的、1982年的、1984年的三個世界排球大賽中地獲得冠軍，被中國傳媒稱為大滿貫。

## 囊括一個世界大賽中的所有冠軍
- 世界錦標賽設有男單、男雙、女單、女雙、混雙、男子團體賽、女子團體賽等七個項目。
- 奧運會（賽）設有男單、男团、女單、女团四個項目。
- 世界羽毛球錦標賽和奧運會（羽毛球賽）設有男單、男雙、女單、女雙、混雙等五個項目。

若果某一國家隊壟斷乒乓球（或羽毛球等）項目在世界錦標賽或奧運會中所有冠軍, 該國家隊都會被稱為大滿貫。